# Tirreno-Adriático de 2008
A 43.ª edição da Tirreno-Adriático disputou-se entre o 12 e o 18 de março de 2008. A carreira começou em Civitavecchia e finalizou em San Benedetto del Tronto, após percorrer 1119 km em 7 etapas.
Pela primeira, e única vez na sua história, foi incluída no UCI Europe Tour na máxima categoria: .HC. Devido ao conflito entre os organizadores das Grandes Voltas e a UCI. Veja-se: Estoira a guerra: carreiras desmarcadas da UCI. Apesar disso a imprensa especializada seguiu a considerando de máxima categoria dentro do grupo chamado "ex-ProTour".
O ganhador final foi Fabian Cancellara (quem ademais fez-se com uma etapa). Acompanharam-lhe no pódio Enrico Gasparotto e Thomas Lövkvist, respectivamente.
Nas classificações secundárias impuseram-se Óscar Freire (pontos, ao ganhar três etapas), Lloyd Mondory (montanha) e High Road (equipas).

## Equipas participantes
Tomaram parte na carreira 21 equipas: 15 de categoria UCI ProTour; e 6 de categoria Profissional Continental. Formando assim um pelotão de 168 ciclistas dos que acabaram 148. As equipas participantes foram:
| Equipes ProTeam (15)- Caisse d'Épargne - Cofidis-Le Crédit par Téléphone - CSC - Euskaltel-Euskadi - Gerolsteiner - La Française des jeux - Lampre - Liquigas - Rabobank - Saunier Duval-Scott - AG2R-La Mondiale - Team Milram - High Road - Silence-Lotto - Quick Step Equipes profissionais Continentais (6)- Slipstream-Chipotle - Barloworld - CSF Group-Navigare - Tinkoff Credit Systems - Serramenti PVC Diquigiovanni-Androni Giocattoli - LPR Brakes-Farnese Vini |
| |

## Etapas
| Etapa | Data    | Percurso                                            | type                      | Distância (km) | Vencedor          | Líder geral       |
| ----- | ------- | --------------------------------------------------- | ------------------------- | -------------- | ----------------- | ----------------- |
| 1     | 12 mar. | Civitavecchia – Civitavecchia                       | etapa plana               | 160            | Óscar Freire      | Óscar Freire      |
| 2     | 13 mar. | Civitavecchia – Gubbio                              | etapa escarpada           | 203            | Raffaele Illiano  | Enrico Gasparotto |
| 3     | 14 mar. | Gubbio – Montelupone                                | etapa escarpada           | 195            | Joaquim Rodríguez | Niklas Axelsson   |
| 4     | 15 mar. | Porto Recanati – Civitanova Marche                  | etapa plana               | 166            | Óscar Freire      | Niklas Axelsson   |
| 5     | 16 mar. | Macerata – Recanati                                 | contrarrelógio individual | 26             | Fabian Cancellara | Fabian Cancellara |
| 6     | 17 mar. | Civitanova Marche – Castelfidardo                   | etapa plana               | 196            | Óscar Freire      | Fabian Cancellara |
| 7     | 18 mar. | San Benedetto del Tronto – San Benedetto del Tronto | etapa plana               | 176            | Francesco Chicchi | Fabian Cancellara |

## Desenvolvimento da carreira

### Etapa 1
| Civitavecchia - Civitavecchia | etapa plana | (160 km) |

| \| Classificação por etapas \| Classificação por etapas \| Classificação por etapas \| Classificação por etapas \| Classificação por etapas \| \| Ciclista \| Ciclista \| Equipe \| Tempo \| \| \| ------------------------ \| ------------------------ \| ------------------------ \| ------------------------ \| ------------------------ \| \| 1. \| Óscar Freire \| Rabobank \| 4h10m01s \| \| \| 2. \| Alessandro Petacchi \| Team Milram \| + 0s \| \| \| 3. \| José Joaquín Rojas \| Caisse d'Épargne \| + 0s \| \| \| 4. \| Erik Zabel \| Team Milram \| + 0s \| \| \| 5. \| Baden Cooke \| Barloworld \| + 0s \| \| \| 6. \| Sébastien Chavanel \| La Française des jeux \| + 0s \| \| \| 7. \| Gerald Ciolek \| High Road \| + 0s \| \| \| 8. \| Robbie McEwen \| Silence-Lotto \| + 0s \| \| \| 9. \| Matti Breschel \| CSC \| + 0s \| \| \| 10. \| Tiziano Dall'Antonia \| CSF Group Navigare \| + 0s \| \| |                      |                       |          |
| |                      |                       |          |
| |                      |                       |          |
| Classificação por etapas |                      |                       |          |
| Ciclista | Ciclista             | Equipe                | Tempo    |
| 1. | Óscar Freire         | Rabobank              | 4h10m01s |
| 2. | Alessandro Petacchi  | Team Milram           | + 0s     |
| 3. | José Joaquín Rojas   | Caisse d'Épargne      | + 0s     |
| 4. | Erik Zabel           | Team Milram           | + 0s     |
| 5. | Baden Cooke          | Barloworld            | + 0s     |
| 6. | Sébastien Chavanel   | La Française des jeux | + 0s     |
| 7. | Gerald Ciolek        | High Road             | + 0s     |
| 8. | Robbie McEwen        | Silence-Lotto         | + 0s     |
| 9. | Matti Breschel       | CSC                   | + 0s     |
| 10. | Tiziano Dall'Antonia | CSF Group Navigare    | + 0s     |

| \| Classificação geral \| Classificação geral \| Classificação geral \| Classificação geral \| Classificação geral \| \| Ciclista \| Ciclista \| Equipe \| Tempo \| \| \| ------------------- \| ------------------- \| ---------------------- \| ------------------- \| ------------------- \| \| 1. \| Óscar Freire \| Rabobank \| 4h09m51s \| \| \| 2. \| Alessandro Petacchi \| Team Milram \| + 4s \| \| \| 3. \| José Joaquín Rojas \| Caisse d'Épargne \| + 6s \| \| \| 4. \| Mikhail Ignatiev \| Tinkoff Credit Systems \| + 7s \| \| \| 5. \| Markus Fothen \| Gerolsteiner \| + 8s \| \| \| 6. \| Юрій Кривцов \| AG2R-La Mondiale \| + 9s \| \| \| 7. \| Erik Zabel \| Team Milram \| + 10s \| \| \| 8. \| Baden Cooke \| Barloworld \| + 10s \| \| \| 9. \| Sébastien Chavanel \| La Française des jeux \| + 10s \| \| \| 10. \| Gerald Ciolek \| High Road \| + 10s \| \| |                     |                        |          |
| |                     |                        |          |
| |                     |                        |          |
| Classificação geral |                     |                        |          |
| Ciclista | Ciclista            | Equipe                 | Tempo    |
| 1. | Óscar Freire        | Rabobank               | 4h09m51s |
| 2. | Alessandro Petacchi | Team Milram            | + 4s     |
| 3. | José Joaquín Rojas  | Caisse d'Épargne       | + 6s     |
| 4. | Mikhail Ignatiev    | Tinkoff Credit Systems | + 7s     |
| 5. | Markus Fothen       | Gerolsteiner           | + 8s     |
| 6. | Юрій Кривцов        | AG2R-La Mondiale       | + 9s     |
| 7. | Erik Zabel          | Team Milram            | + 10s    |
| 8. | Baden Cooke         | Barloworld             | + 10s    |
| 9. | Sébastien Chavanel  | La Française des jeux  | + 10s    |
| 10. | Gerald Ciolek       | High Road              | + 10s    |

### Etapa 2
| Civitavecchia - Gubbio | etapa escarpada | (203 km) |

| \| Classificação por etapas \| Classificação por etapas \| Classificação por etapas \| Classificação por etapas \| Classificação por etapas \| \| Ciclista \| Ciclista \| Equipe \| Tempo \| \| \| ------------------------ \| ------------------------ \| ----------------------------------------------- \| ------------------------ \| ------------------------ \| \| 1. \| Raffaele Illiano \| Serramenti PVC Diquigiovanni-Androni Giocattoli \| 5h01m10s \| \| \| 2. \| Enrico Gasparotto \| Barloworld \| + 0s \| \| \| 3. \| Niklas Axelsson \| Serramenti PVC Diquigiovanni-Androni Giocattoli \| + 3s \| \| \| 4. \| Linus Gerdemann \| High Road \| + 9s \| \| \| 5. \| Riccardo Riccò \| Saunier Duval-Scott \| + 17s \| \| \| 6. \| Eros Capecchi \| Saunier Duval-Scott \| + 17s \| \| \| 7. \| Filippo Pozzato \| Liquigas \| + 32s \| \| \| 8. \| Alessandro Ballan \| Lampre \| + 32s \| \| \| 9. \| Emanuele Sella \| CSF Group Navigare \| + 32s \| \| \| 10. \| Daniele Pietropolli \| LPR Brakes-Ballan \| + 32s \| \| |                     |                                                 |          |
| |                     |                                                 |          |
| |                     |                                                 |          |
| Classificação por etapas |                     |                                                 |          |
| Ciclista | Ciclista            | Equipe                                          | Tempo    |
| 1. | Raffaele Illiano    | Serramenti PVC Diquigiovanni-Androni Giocattoli | 5h01m10s |
| 2. | Enrico Gasparotto   | Barloworld                                      | + 0s     |
| 3. | Niklas Axelsson     | Serramenti PVC Diquigiovanni-Androni Giocattoli | + 3s     |
| 4. | Linus Gerdemann     | High Road                                       | + 9s     |
| 5. | Riccardo Riccò      | Saunier Duval-Scott                             | + 17s    |
| 6. | Eros Capecchi       | Saunier Duval-Scott                             | + 17s    |
| 7. | Filippo Pozzato     | Liquigas                                        | + 32s    |
| 8. | Alessandro Ballan   | Lampre                                          | + 32s    |
| 9. | Emanuele Sella      | CSF Group Navigare                              | + 32s    |
| 10. | Daniele Pietropolli | LPR Brakes-Ballan                               | + 32s    |

| \| Classificação geral \| Classificação geral \| Classificação geral \| Classificação geral \| Classificação geral \| \| Ciclista \| Ciclista \| Equipe \| Tempo \| \| \| ------------------- \| ------------------- \| ----------------------------------------------- \| ------------------- \| ------------------- \| \| 1. \| Enrico Gasparotto \| Barloworld \| 9h11m05s \| \| \| 2. \| Niklas Axelsson \| Serramenti PVC Diquigiovanni-Androni Giocattoli \| + 2s \| \| \| 3. \| Linus Gerdemann \| High Road \| + 6s \| \| \| 4. \| Riccardo Riccò \| Saunier Duval-Scott \| + 23s \| \| \| 5. \| Eros Capecchi \| Saunier Duval-Scott \| + 36s \| \| \| 6. \| Danilo Di Luca \| LPR Brakes-Ballan \| + 37s \| \| \| 7. \| Markus Fothen \| Gerolsteiner \| + 38s \| \| \| 8. \| Luis Pasamontes \| Caisse d'Épargne \| + 38s \| \| \| 9. \| Luca Mazzanti \| Tinkoff Credit Systems \| + 38s \| \| \| 10. \| Alessandro Ballan \| Lampre \| + 38s \| \| |                   |                                                 |          |
| |                   |                                                 |          |
| |                   |                                                 |          |
| Classificação geral |                   |                                                 |          |
| Ciclista | Ciclista          | Equipe                                          | Tempo    |
| 1. | Enrico Gasparotto | Barloworld                                      | 9h11m05s |
| 2. | Niklas Axelsson   | Serramenti PVC Diquigiovanni-Androni Giocattoli | + 2s     |
| 3. | Linus Gerdemann   | High Road                                       | + 6s     |
| 4. | Riccardo Riccò    | Saunier Duval-Scott                             | + 23s    |
| 5. | Eros Capecchi     | Saunier Duval-Scott                             | + 36s    |
| 6. | Danilo Di Luca    | LPR Brakes-Ballan                               | + 37s    |
| 7. | Markus Fothen     | Gerolsteiner                                    | + 38s    |
| 8. | Luis Pasamontes   | Caisse d'Épargne                                | + 38s    |
| 9. | Luca Mazzanti     | Tinkoff Credit Systems                          | + 38s    |
| 10. | Alessandro Ballan | Lampre                                          | + 38s    |

### Etapa 3
| Gubbio - Montelupone | etapa escarpada | (195 km) |

| \| Classificação por etapas \| Classificação por etapas \| Classificação por etapas \| Classificação por etapas \| Classificação por etapas \| \| Ciclista \| Ciclista \| Equipe \| Tempo \| \| \| ------------------------ \| ------------------------ \| ----------------------------------------------- \| ------------------------ \| ------------------------ \| \| 1. \| Joaquim Rodríguez \| Caisse d'Épargne \| 4h44m59s \| \| \| 2. \| Danilo Di Luca \| LPR Brakes-Ballan \| + 12s \| \| \| 3. \| Niklas Axelsson \| Serramenti PVC Diquigiovanni-Androni Giocattoli \| + 12s \| \| \| 4. \| Thomas Löfkvist \| High Road \| + 12s \| \| \| 5. \| Leonardo Piepoli \| Saunier Duval-Scott \| + 17s \| \| \| 6. \| Enrico Gasparotto \| Barloworld \| + 22s \| \| \| 7. \| Markus Fothen \| Gerolsteiner \| + 23s \| \| \| 8. \| Tadej Valjavec \| AG2R-La Mondiale \| + 26s \| \| \| 9. \| Emanuele Sella \| CSF Group Navigare \| + 26s \| \| \| 10. \| Fabian Cancellara \| CSC \| + 26s \| \| |                   |                                                 |          |
| |                   |                                                 |          |
| |                   |                                                 |          |
| Classificação por etapas |                   |                                                 |          |
| Ciclista | Ciclista          | Equipe                                          | Tempo    |
| 1. | Joaquim Rodríguez | Caisse d'Épargne                                | 4h44m59s |
| 2. | Danilo Di Luca    | LPR Brakes-Ballan                               | + 12s    |
| 3. | Niklas Axelsson   | Serramenti PVC Diquigiovanni-Androni Giocattoli | + 12s    |
| 4. | Thomas Löfkvist   | High Road                                       | + 12s    |
| 5. | Leonardo Piepoli  | Saunier Duval-Scott                             | + 17s    |
| 6. | Enrico Gasparotto | Barloworld                                      | + 22s    |
| 7. | Markus Fothen     | Gerolsteiner                                    | + 23s    |
| 8. | Tadej Valjavec    | AG2R-La Mondiale                                | + 26s    |
| 9. | Emanuele Sella    | CSF Group Navigare                              | + 26s    |
| 10. | Fabian Cancellara | CSC                                             | + 26s    |

| \| Classificação geral \| Classificação geral \| Classificação geral \| Classificação geral \| Classificação geral \| \| Ciclista \| Ciclista \| Equipe \| Tempo \| \| \| ------------------- \| ------------------- \| ----------------------------------------------- \| ------------------- \| ------------------- \| \| 1. \| Niklas Axelsson \| Serramenti PVC Diquigiovanni-Androni Giocattoli \| 13h56m14s \| \| \| 2. \| Enrico Gasparotto \| Barloworld \| + 10s \| \| \| 3. \| Joaquim Rodríguez \| Caisse d'Épargne \| + 18s \| \| \| 4. \| Linus Gerdemann \| High Road \| + 24s \| \| \| 5. \| Danilo Di Luca \| LPR Brakes-Ballan \| + 32s \| \| \| 6. \| Thomas Löfkvist \| High Road \| + 40s \| \| \| 7. \| Markus Fothen \| Gerolsteiner \| + 50s \| \| \| 8. \| Emanuele Sella \| CSF Group Navigare \| + 54s \| \| \| 9. \| Tadej Valjavec \| AG2R-La Mondiale \| + 54s \| \| \| 10. \| Fabian Cancellara \| CSC \| + 54s \| \| |                   |                                                 |           |
| |                   |                                                 |           |
| |                   |                                                 |           |
| Classificação geral |                   |                                                 |           |
| Ciclista | Ciclista          | Equipe                                          | Tempo     |
| 1. | Niklas Axelsson   | Serramenti PVC Diquigiovanni-Androni Giocattoli | 13h56m14s |
| 2. | Enrico Gasparotto | Barloworld                                      | + 10s     |
| 3. | Joaquim Rodríguez | Caisse d'Épargne                                | + 18s     |
| 4. | Linus Gerdemann   | High Road                                       | + 24s     |
| 5. | Danilo Di Luca    | LPR Brakes-Ballan                               | + 32s     |
| 6. | Thomas Löfkvist   | High Road                                       | + 40s     |
| 7. | Markus Fothen     | Gerolsteiner                                    | + 50s     |
| 8. | Emanuele Sella    | CSF Group Navigare                              | + 54s     |
| 9. | Tadej Valjavec    | AG2R-La Mondiale                                | + 54s     |
| 10. | Fabian Cancellara | CSC                                             | + 54s     |

### Etapa 4
| Porto Recanati - Civitanova Marche | etapa plana | (166 km) |

| \| Classificação por etapas \| Classificação por etapas \| Classificação por etapas \| Classificação por etapas \| Classificação por etapas \| \| Ciclista \| Ciclista \| Equipe \| Tempo \| \| \| ------------------------ \| ------------------------ \| ------------------------ \| ------------------------ \| ------------------------ \| \| 1. \| Alessandro Petacchi \| Team Milram \| DQ \| \| \| 1. \| Óscar Freire \| Rabobank \| + 0s \| \| \| 2. \| Filippo Pozzato \| Liquigas \| + 0s \| \| \| 3. \| Gerald Ciolek \| High Road \| + 0s \| \| \| 4. \| José Joaquín Rojas \| Caisse d'Épargne \| + 0s \| \| \| 5. \| Daniele Pietropolli \| LPR Brakes-Ballan \| + 0s \| \| \| 6. \| Enrico Gasparotto \| Barloworld \| + 0s \| \| \| 7. \| Maximiliano Richeze \| CSF Group Navigare \| + 0s \| \| \| 8. \| Heinrich Haussler \| Gerolsteiner \| + 0s \| \| \| 9. \| Tom Boonen \| Quick Step \| + 0s \| \| |                     |                    |       |
| |                     |                    |       |
| |                     |                    |       |
| Classificação por etapas |                     |                    |       |
| Ciclista | Ciclista            | Equipe             | Tempo |
| 1. | Alessandro Petacchi | Team Milram        | DQ    |
| 1. | Óscar Freire        | Rabobank           | + 0s  |
| 2. | Filippo Pozzato     | Liquigas           | + 0s  |
| 3. | Gerald Ciolek       | High Road          | + 0s  |
| 4. | José Joaquín Rojas  | Caisse d'Épargne   | + 0s  |
| 5. | Daniele Pietropolli | LPR Brakes-Ballan  | + 0s  |
| 6. | Enrico Gasparotto   | Barloworld         | + 0s  |
| 7. | Maximiliano Richeze | CSF Group Navigare | + 0s  |
| 8. | Heinrich Haussler   | Gerolsteiner       | + 0s  |
| 9. | Tom Boonen          | Quick Step         | + 0s  |

| \| Classificação geral \| Classificação geral \| Classificação geral \| Classificação geral \| Classificação geral \| \| Ciclista \| Ciclista \| Equipe \| Tempo \| \| \| ------------------- \| ------------------- \| ----------------------------------------------- \| ------------------- \| ------------------- \| \| 1. \| Niklas Axelsson \| Serramenti PVC Diquigiovanni-Androni Giocattoli \| 17h56m12s \| \| \| 2. \| Enrico Gasparotto \| Barloworld \| + 10s \| \| \| 3. \| Joaquim Rodríguez \| Caisse d'Épargne \| + 18s \| \| \| 4. \| Linus Gerdemann \| High Road \| + 24s \| \| \| 5. \| Danilo Di Luca \| LPR Brakes-Ballan \| + 32s \| \| \| 6. \| Thomas Löfkvist \| High Road \| + 40s \| \| \| 7. \| Markus Fothen \| Gerolsteiner \| + 50s \| \| \| 8. \| Emanuele Sella \| CSF Group Navigare \| + 54s \| \| \| 9. \| Tadej Valjavec \| AG2R-La Mondiale \| + 54s \| \| \| 10. \| Fabian Cancellara \| CSC \| + 54s \| \| |                   |                                                 |           |
| |                   |                                                 |           |
| |                   |                                                 |           |
| Classificação geral |                   |                                                 |           |
| Ciclista | Ciclista          | Equipe                                          | Tempo     |
| 1. | Niklas Axelsson   | Serramenti PVC Diquigiovanni-Androni Giocattoli | 17h56m12s |
| 2. | Enrico Gasparotto | Barloworld                                      | + 10s     |
| 3. | Joaquim Rodríguez | Caisse d'Épargne                                | + 18s     |
| 4. | Linus Gerdemann   | High Road                                       | + 24s     |
| 5. | Danilo Di Luca    | LPR Brakes-Ballan                               | + 32s     |
| 6. | Thomas Löfkvist   | High Road                                       | + 40s     |
| 7. | Markus Fothen     | Gerolsteiner                                    | + 50s     |
| 8. | Emanuele Sella    | CSF Group Navigare                              | + 54s     |
| 9. | Tadej Valjavec    | AG2R-La Mondiale                                | + 54s     |
| 10. | Fabian Cancellara | CSC                                             | + 54s     |

### Etapa 5
| Macerata - Recanati | contrarrelógio individual | (26 km) |

| \| Classificação por etapas \| Classificação por etapas \| Classificação por etapas \| Classificação por etapas \| Classificação por etapas \| \| Ciclista \| Ciclista \| Equipe \| Tempo \| \| \| ------------------------ \| ------------------------ \| ------------------------ \| ------------------------ \| ------------------------ \| \| 1. \| Fabian Cancellara \| CSC \| 33m41s \| \| \| 2. \| David Zabriskie \| Slipstream-Chipotle \| + 22s \| \| \| 3. \| Thomas Löfkvist \| High Road \| + 52s \| \| \| 4. \| Markus Fothen \| Gerolsteiner \| + 56s \| \| \| 5. \| Enrico Gasparotto \| Barloworld \| + 59s \| \| \| 6. \| Mikhail Ignatiev \| Tinkoff Credit Systems \| + 1m08s \| \| \| 7. \| Gustav Larsson \| CSC \| + 1m11s \| \| \| 8. \| Giovanni Visconti \| Quick Step \| + 1m14s \| \| \| 9. \| Linus Gerdemann \| High Road \| + 1m15s \| \| \| 10. \| Manuel Quinziato \| Liquigas \| + 1m16s \| \| |                   |                        |         |
| |                   |                        |         |
| |                   |                        |         |
| Classificação por etapas |                   |                        |         |
| Ciclista | Ciclista          | Equipe                 | Tempo   |
| 1. | Fabian Cancellara | CSC                    | 33m41s  |
| 2. | David Zabriskie   | Slipstream-Chipotle    | + 22s   |
| 3. | Thomas Löfkvist   | High Road              | + 52s   |
| 4. | Markus Fothen     | Gerolsteiner           | + 56s   |
| 5. | Enrico Gasparotto | Barloworld             | + 59s   |
| 6. | Mikhail Ignatiev  | Tinkoff Credit Systems | + 1m08s |
| 7. | Gustav Larsson    | CSC                    | + 1m11s |
| 8. | Giovanni Visconti | Quick Step             | + 1m14s |
| 9. | Linus Gerdemann   | High Road              | + 1m15s |
| 10. | Manuel Quinziato  | Liquigas               | + 1m16s |

| \| Classificação geral \| Classificação geral \| Classificação geral \| Classificação geral \| Classificação geral \| \| Ciclista \| Ciclista \| Equipe \| Tempo \| \| \| ------------------- \| ------------------- \| ----------------------------------------------- \| ------------------- \| ------------------- \| \| 1. \| Fabian Cancellara \| CSC \| 18h30m47s \| \| \| 2. \| Enrico Gasparotto \| Barloworld \| + 16s \| \| \| 3. \| Thomas Löfkvist \| High Road \| + 40s \| \| \| 4. \| Linus Gerdemann \| High Road \| + 46s \| \| \| 5. \| Markus Fothen \| Gerolsteiner \| + 53s \| \| \| 6. \| Niklas Axelsson \| Serramenti PVC Diquigiovanni-Androni Giocattoli \| + 1m32s \| \| \| 7. \| Gustav Larsson \| CSC \| + 1m36s \| \| \| 8. \| Filippo Pozzato \| Liquigas \| + 1m50s \| \| \| 9. \| Alessandro Ballan \| Lampre \| + 1m51s \| \| \| 10. \| Tadej Valjavec \| AG2R-La Mondiale \| + 1m53s \| \| |                   |                                                 |           |
| |                   |                                                 |           |
| |                   |                                                 |           |
| Classificação geral |                   |                                                 |           |
| Ciclista | Ciclista          | Equipe                                          | Tempo     |
| 1. | Fabian Cancellara | CSC                                             | 18h30m47s |
| 2. | Enrico Gasparotto | Barloworld                                      | + 16s     |
| 3. | Thomas Löfkvist   | High Road                                       | + 40s     |
| 4. | Linus Gerdemann   | High Road                                       | + 46s     |
| 5. | Markus Fothen     | Gerolsteiner                                    | + 53s     |
| 6. | Niklas Axelsson   | Serramenti PVC Diquigiovanni-Androni Giocattoli | + 1m32s   |
| 7. | Gustav Larsson    | CSC                                             | + 1m36s   |
| 8. | Filippo Pozzato   | Liquigas                                        | + 1m50s   |
| 9. | Alessandro Ballan | Lampre                                          | + 1m51s   |
| 10. | Tadej Valjavec    | AG2R-La Mondiale                                | + 1m53s   |

### Etapa 6
| Civitanova Marche - Castelfidardo | etapa plana | (196 km) |

| \| Classificação por etapas \| Classificação por etapas \| Classificação por etapas \| Classificação por etapas \| Classificação por etapas \| \| Ciclista \| Ciclista \| Equipe \| Tempo \| \| \| ------------------------ \| ------------------------ \| ----------------------------------------------- \| ------------------------ \| ------------------------ \| \| 1. \| Óscar Freire \| Rabobank \| 4h46m44s \| \| \| 2. \| Filippo Pozzato \| Liquigas \| + 0s \| \| \| 3. \| Danilo Di Luca \| LPR Brakes-Ballan \| + 0s \| \| \| 4. \| Giovanni Visconti \| Quick Step \| + 0s \| \| \| 5. \| Tadej Valjavec \| AG2R-La Mondiale \| + 0s \| \| \| 6. \| Thomas Löfkvist \| High Road \| + 0s \| \| \| 7. \| Emanuele Sella \| CSF Group Navigare \| + 0s \| \| \| 8. \| José Serpa \| Serramenti PVC Diquigiovanni-Androni Giocattoli \| + 0s \| \| \| 9. \| Niklas Axelsson \| Serramenti PVC Diquigiovanni-Androni Giocattoli \| + 0s \| \| \| 10. \| Markus Fothen \| Gerolsteiner \| + 0s \| \| |                   |                                                 |          |
| |                   |                                                 |          |
| |                   |                                                 |          |
| Classificação por etapas |                   |                                                 |          |
| Ciclista | Ciclista          | Equipe                                          | Tempo    |
| 1. | Óscar Freire      | Rabobank                                        | 4h46m44s |
| 2. | Filippo Pozzato   | Liquigas                                        | + 0s     |
| 3. | Danilo Di Luca    | LPR Brakes-Ballan                               | + 0s     |
| 4. | Giovanni Visconti | Quick Step                                      | + 0s     |
| 5. | Tadej Valjavec    | AG2R-La Mondiale                                | + 0s     |
| 6. | Thomas Löfkvist   | High Road                                       | + 0s     |
| 7. | Emanuele Sella    | CSF Group Navigare                              | + 0s     |
| 8. | José Serpa        | Serramenti PVC Diquigiovanni-Androni Giocattoli | + 0s     |
| 9. | Niklas Axelsson   | Serramenti PVC Diquigiovanni-Androni Giocattoli | + 0s     |
| 10. | Markus Fothen     | Gerolsteiner                                    | + 0s     |

| \| Classificação geral \| Classificação geral \| Classificação geral \| Classificação geral \| Classificação geral \| \| Ciclista \| Ciclista \| Equipe \| Tempo \| \| \| ------------------- \| ------------------- \| ----------------------------------------------- \| ------------------- \| ------------------- \| \| 1. \| Fabian Cancellara \| CSC \| 23h17m31s \| \| \| 2. \| Enrico Gasparotto \| Barloworld \| + 16s \| \| \| 3. \| Thomas Löfkvist \| High Road \| + 40s \| \| \| 4. \| Markus Fothen \| Gerolsteiner \| + 53s \| \| \| 5. \| Niklas Axelsson \| Serramenti PVC Diquigiovanni-Androni Giocattoli \| + 1m32s \| \| \| 6. \| Gustav Larsson \| CSC \| + 1m36s \| \| \| 7. \| Filippo Pozzato \| Liquigas \| + 1m50s \| \| \| 8. \| Alessandro Ballan \| Lampre \| + 1m51s \| \| \| 9. \| Tadej Valjavec \| AG2R-La Mondiale \| + 1m53s \| \| \| 10. \| Ryder Hesjedal \| Slipstream-Chipotle \| + 1m53s \| \| |                   |                                                 |           |
| |                   |                                                 |           |
| |                   |                                                 |           |
| Classificação geral |                   |                                                 |           |
| Ciclista | Ciclista          | Equipe                                          | Tempo     |
| 1. | Fabian Cancellara | CSC                                             | 23h17m31s |
| 2. | Enrico Gasparotto | Barloworld                                      | + 16s     |
| 3. | Thomas Löfkvist   | High Road                                       | + 40s     |
| 4. | Markus Fothen     | Gerolsteiner                                    | + 53s     |
| 5. | Niklas Axelsson   | Serramenti PVC Diquigiovanni-Androni Giocattoli | + 1m32s   |
| 6. | Gustav Larsson    | CSC                                             | + 1m36s   |
| 7. | Filippo Pozzato   | Liquigas                                        | + 1m50s   |
| 8. | Alessandro Ballan | Lampre                                          | + 1m51s   |
| 9. | Tadej Valjavec    | AG2R-La Mondiale                                | + 1m53s   |
| 10. | Ryder Hesjedal    | Slipstream-Chipotle                             | + 1m53s   |

### Etapa 7
| San Benedetto del Tronto - San Benedetto del Tronto | etapa plana | (176 km) |

| \| Classificação por etapas \| Classificação por etapas \| Classificação por etapas \| Classificação por etapas \| Classificação por etapas \| \| Ciclista \| Ciclista \| Equipe \| Tempo \| \| \| ------------------------ \| ------------------------ \| ----------------------------------------------- \| ------------------------ \| ------------------------ \| \| 1. \| Francesco Chicchi \| Liquigas \| 4h50m50s \| \| \| 2. \| Danilo Napolitano \| Lampre \| + 0s \| \| \| 3. \| Mark Cavendish \| High Road \| + 0s \| \| \| 4. \| Robbie McEwen \| Silence-Lotto \| + 0s \| \| \| 5. \| Danilo Hondo \| Serramenti PVC Diquigiovanni-Androni Giocattoli \| + 0s \| \| \| 6. \| Maximiliano Richeze \| CSF Group Navigare \| + 0s \| \| \| 7. \| Alexandre Usov \| AG2R-La Mondiale \| + 0s \| \| \| 8. \| José Joaquín Rojas \| Caisse d'Épargne \| + 0s \| \| \| 9. \| Erik Zabel \| Team Milram \| + 0s \| \| \| 10. \| Baden Cooke \| Barloworld \| + 0s \| \| |                     |                                                 |          |
| |                     |                                                 |          |
| |                     |                                                 |          |
| Classificação por etapas |                     |                                                 |          |
| Ciclista | Ciclista            | Equipe                                          | Tempo    |
| 1. | Francesco Chicchi   | Liquigas                                        | 4h50m50s |
| 2. | Danilo Napolitano   | Lampre                                          | + 0s     |
| 3. | Mark Cavendish      | High Road                                       | + 0s     |
| 4. | Robbie McEwen       | Silence-Lotto                                   | + 0s     |
| 5. | Danilo Hondo        | Serramenti PVC Diquigiovanni-Androni Giocattoli | + 0s     |
| 6. | Maximiliano Richeze | CSF Group Navigare                              | + 0s     |
| 7. | Alexandre Usov      | AG2R-La Mondiale                                | + 0s     |
| 8. | José Joaquín Rojas  | Caisse d'Épargne                                | + 0s     |
| 9. | Erik Zabel          | Team Milram                                     | + 0s     |
| 10. | Baden Cooke         | Barloworld                                      | + 0s     |

## Classificações finais
- As classificações finalizaram da seguinte forma:

### Classificação geral
| \| Classificação geral \| Classificação geral \| Classificação geral \| Classificação geral \| Classificação geral \| \| Ciclista \| Ciclista \| Equipe \| Tempo \| \| \| ------------------- \| ------------------- \| ----------------------------------------------- \| ------------------- \| ------------------- \| \| 1. \| Fabian Cancellara \| CSC \| 28h06m01s \| \| \| 2. \| Enrico Gasparotto \| Barloworld \| + 16s \| \| \| 3. \| Thomas Löfkvist \| High Road \| + 40s \| \| \| 4. \| Markus Fothen \| Gerolsteiner \| + 53s \| \| \| 5. \| Niklas Axelsson \| Serramenti PVC Diquigiovanni-Androni Giocattoli \| + 1m32s \| \| \| 6. \| Gustav Larsson \| CSC \| + 1m36s \| \| \| 7. \| Filippo Pozzato \| Liquigas \| + 1m44s \| \| \| 8. \| Ryder Hesjedal \| Slipstream-Chipotle \| + 1m53s \| \| \| 9. \| Patxi Vila \| Lampre \| + 2m34s \| \| \| 10. \| Tom Stubbe \| La Française des jeux \| + 2m45s \| \| |                   |                                                 |           |
| |                   |                                                 |           |
| |                   |                                                 |           |
| Classificação geral |                   |                                                 |           |
| Ciclista | Ciclista          | Equipe                                          | Tempo     |
| 1. | Fabian Cancellara | CSC                                             | 28h06m01s |
| 2. | Enrico Gasparotto | Barloworld                                      | + 16s     |
| 3. | Thomas Löfkvist   | High Road                                       | + 40s     |
| 4. | Markus Fothen     | Gerolsteiner                                    | + 53s     |
| 5. | Niklas Axelsson   | Serramenti PVC Diquigiovanni-Androni Giocattoli | + 1m32s   |
| 6. | Gustav Larsson    | CSC                                             | + 1m36s   |
| 7. | Filippo Pozzato   | Liquigas                                        | + 1m44s   |
| 8. | Ryder Hesjedal    | Slipstream-Chipotle                             | + 1m53s   |
| 9. | Patxi Vila        | Lampre                                          | + 2m34s   |
| 10. | Tom Stubbe        | La Française des jeux                           | + 2m45s   |

### Classificação dos pontos
| Classificação por pontos | Classificação por pontos | Classificação por pontos                        | Classificação por pontos | Classificação por pontos |
| Ciclista                 | Ciclista                 | Equipe                                          | Pontos                   |                          |
| ------------------------ | ------------------------ | ----------------------------------------------- | ------------------------ | ------------------------ |
| 1.                       | Óscar Freire             | Rabobank                                        | 34 pts                   |                          |
| 2.                       | Enrico Gasparotto        | Barloworld                                      | 29 pts                   |                          |
| 3.                       | Filippo Pozzato          | Liquigas                                        | 22 pts                   |                          |
| 4.                       | Danilo Di Luca           | LPR Brakes-Ballan                               | 22 pts                   |                          |
| 5.                       | Thomas Löfkvist          | High Road                                       | 20 pts                   |                          |
| 6.                       | Niklas Axelsson          | Serramenti PVC Diquigiovanni-Androni Giocattoli | 18 pts                   |                          |
| 7.                       | José Joaquín Rojas       | Caisse d'Épargne                                | 17 pts                   |                          |
| 8.                       | Markus Fothen            | Gerolsteiner                                    | 14 pts                   |                          |
| 9.                       | Fabian Cancellara        | CSC                                             | 13 pts                   |                          |
| 10.                      | Joaquim Rodríguez        | Caisse d'Épargne                                | 12 pts                   |                          |

### Classificação da montanha
| Classificação da montanha | Classificação da montanha | Classificação da montanha                       | Classificação da montanha | Classificação da montanha |
| Ciclista                  | Ciclista                  | Equipe                                          | Pontos                    |                           |
| ------------------------- | ------------------------- | ----------------------------------------------- | ------------------------- | ------------------------- |
| 1.                        | Lloyd Mondory             | AG2R-La Mondiale                                | 16 pts                    |                           |
| 2.                        | Juanjo Oroz               | Euskaltel-Euskadi                               | 15 pts                    |                           |
| 3.                        | Renaud Dion               | AG2R-La Mondiale                                | 11 pts                    |                           |
| 4.                        | Юрій Кривцов              | AG2R-La Mondiale                                | 7 pts                     |                           |
| 5.                        | Chente García Acosta      | Caisse d'Épargne                                | 6 pts                     |                           |
| 6.                        | Niklas Axelsson           | Serramenti PVC Diquigiovanni-Androni Giocattoli | 5 pts                     |                           |
| 7.                        | Filippo Pozzato           | Liquigas                                        | 5 pts                     |                           |
| 8.                        | Enrico Gasparotto         | Barloworld                                      | 5 pts                     |                           |
| 9.                        | Pablo Lastras             | Caisse d'Épargne                                | 4 pts                     |                           |
| 10.                       | Mikhail Ignatiev          | Tinkoff Credit Systems                          | 3 pts                     |                           |

### Classificação dos jovens
| Classificação dos jovens | Classificação dos jovens | Classificação dos jovens | Classificação dos jovens | Classificação dos jovens |
| Ciclista                 | Ciclista                 | Equipe                   | Tempo                    |                          |
| ------------------------ | ------------------------ | ------------------------ | ------------------------ | ------------------------ |
| 1.                       | Thomas Löfkvist          | High Road                | 28h09m01s                |                          |
| 2.                       | Giovanni Visconti        | Quick Step               | + 3m40s                  |                          |
| 3.                       | Sebastian Langeveld      | Rabobank                 | + 8m20s                  |                          |
| 4.                       | Valerio Agnoli           | Liquigas                 | + 9m14s                  |                          |
| 5.                       | Dries Devenyns           | Silence-Lotto            | + 12m41s                 |                          |
| 6.                       | Eros Capecchi            | Saunier Duval-Scott      | + 16m48s                 |                          |
| 7.                       | José Joaquín Rojas       | Caisse d'Épargne         | + 18m46s                 |                          |
| 8.                       | Andy Schleck             | CSC                      | + 19m57s                 |                          |
| 9.                       | Heinrich Haussler        | Gerolsteiner             | + 25m51s                 |                          |
| 10.                      | Marco Bandiera           | Lampre                   | + 27m35s                 |                          |

### Classificação por equipas
| Classificação por equipes | Classificação por equipes                       | Classificação por equipes | Classificação por equipes |
| Equipe                    | Equipe                                          | Tempo                     |                           |
| ------------------------- | ----------------------------------------------- | ------------------------- | ------------------------- |
| 1.                        | High Road                                       | 84h30m51s                 |                           |
| 2.                        | Serramenti PVC Diquigiovanni-Androni Giocattoli | + 2m44s                   |                           |
| 3.                        | Caisse d'Épargne                                | + 3m37s                   |                           |
| 4.                        | Liquigas                                        | + 3m38s                   |                           |
| 5.                        | CSC                                             | + 5m34s                   |                           |
| 6.                        | Tinkoff Credit Systems                          | + 8m24s                   |                           |
| 7.                        | Lampre                                          | + 8m37s                   |                           |
| 8.                        | Barloworld                                      | + 10m42s                  |                           |
| 9.                        | Quick Step                                      | + 11m07s                  |                           |
| 10.                       | LPR Brakes-Farnese Vini                         | + 12m34s                  |                           |

## Evolução das classificações
| Etapa (vencedor)               | Classificação geral | Classificação da montanha | Classificação por pontos | Classificação dos jovens | Classificação por equipas                       |
| ------------------------------ | ------------------- | ------------------------- | ------------------------ | ------------------------ | ----------------------------------------------- |
| 1ª etapa (Óscar Freire)        | Óscar Freire        | Yuriy Krivtsov            | Óscar Freire             | José Joaquín Rojas       | Não se entregou                                 |
| 2ª etapa (Raffaele Illiano)    | Enrico Gasparotto   | Niklas Axelsson           | Raffaele Illiano         | Riccardo Riccò           | AG2R-A Mondiale                                 |
| 3ª etapa (Joaquim Rodríguez)   | Niklas Axelsson     | Lloyd Mondory             | Enrico Gasparotto        | Thomas Lövkvist          | Serramenti PVC Diquigiovanni-Androni Giocattoli |
| 4ª etapa (Alessandro Petacchi) | Niklas Axelsson     | Lloyd Mondory             | Enrico Gasparotto        | Thomas Lövkvist          | Serramenti PVC Diquigiovanni-Androni Giocattoli |
| 5ª etapa (Fabian Cancellara)   | Fabian Cancellara   | Lloyd Mondory             | Enrico Gasparotto        | Thomas Lövkvist          | High Road                                       |
| 6ª etapa (Óscar Freire)        | Fabian Cancellara   | Juan José Oroz            | Óscar Freire             | Thomas Lövkvist          | High Road                                       |
| 7ª etapa (Francesco Chicchi)   | Fabian Cancellara   | Lloyd Mondory             | Óscar Freire             | Thomas Lövkvist          | High Road                                       |
| Final                          | Fabian Cancellara   | Lloyd Mondory             | Óscar Freire             | Thomas Lövkvist          | High Road                                       |